# Majšperk
Majšperk (in tedesco Monsberg) è un comune di 4 140 abitanti della Slovenia nord-orientale.